# Mehringdamm
Le Mehringdamm est une grande rue située dans le centre sud de Berlin, traversant le quartier de Kreuzberg en direction nord-sud. 

## Situation et accès
Situé au centre de Berlin, le Mehringdamm fait partie de la Bundesstraße 96. Elle s'étend sur 1,5 kilomètre, de la Wilhelmstraße et le Landwehrkanal au nord jusqu'à la Platz der Luftbrücke près de l'ancien aéroport de Berlin-Tempelhof au sud.
Le trafic motorisé circule sur deux ou trois voies dans chaque direction. La rue croise la Yorckstraße et la Gneisenaustraße à la hauteur de la station Mehringdamm du métro de Berlin. Elle abrite une population hétérogène : étudiants, immigrés, ouvriers, homosexuels (notamment le Schwules Museum, musée LGBT).

## Origine du nom
Le nom de la rue fait référence à l'essayiste marxiste et homme politique Franz Mehring (1846–1919).

## Historique
Partant de la porte de Halle, la rue est une des artères les plus anciennes du centre historique de Berlin vers le sud via Tempelhof et Großbeeren. En 1864, la Tempelhofer Straße reçut le nom Belle-Alliance-Straße, d'après la bataille de Waterloo. En 1873, un itinéraire du tramway hippomobile a été inauguré le long de la rue, remplacé plus tard par la traction électrique du tramway de Berlin. La ligne du métro de Berlin jusqu'à Mehringdamm a été ouverte en 1924.
La rue obtint son nom actuel après la Seconde Guerre mondiale, en 1947. Dans les années 1970 et 80, l'espace urbain autour l'extrémité nord, près de la station Hallesches Tor, fut remodelé selon des plans élaborés par l'architecte Hans Scharoun.
Les six cimetières de Mehringdamm, créés devant la porte de Halle au XVIIIe et au XIXe siècle, sont considérés comme des prestigieux monuments.

## Bâtiments remarquables et lieux de mémoire

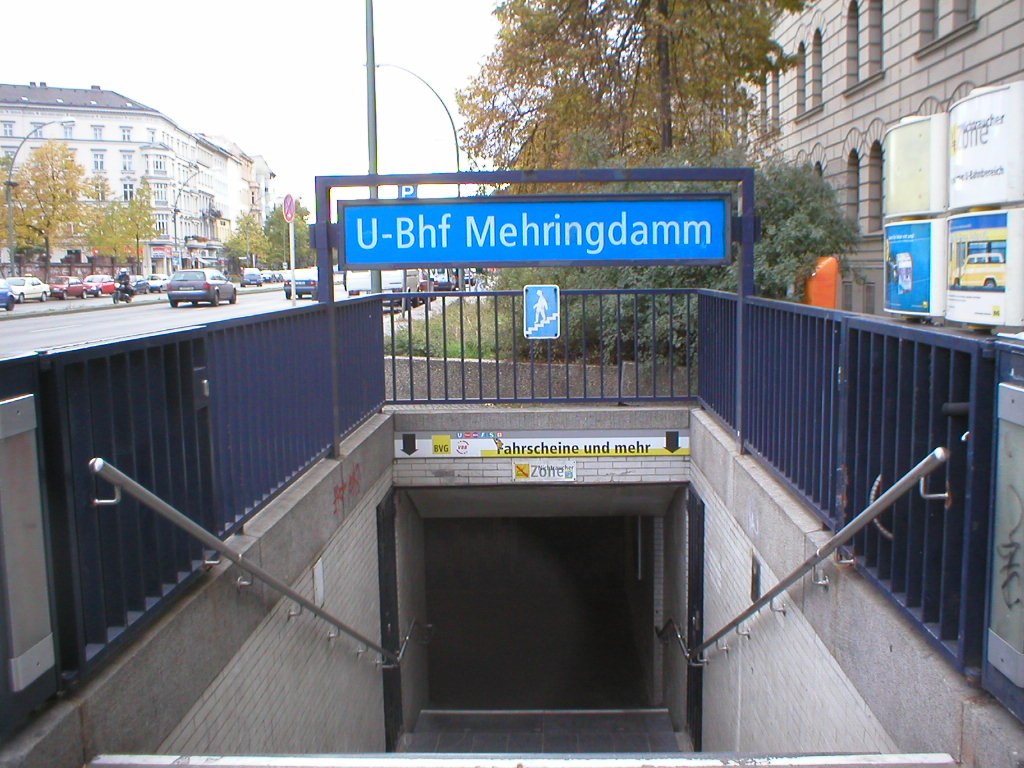
L'entrée de la station de métro Mehringdamm (lignes U6 & U7).
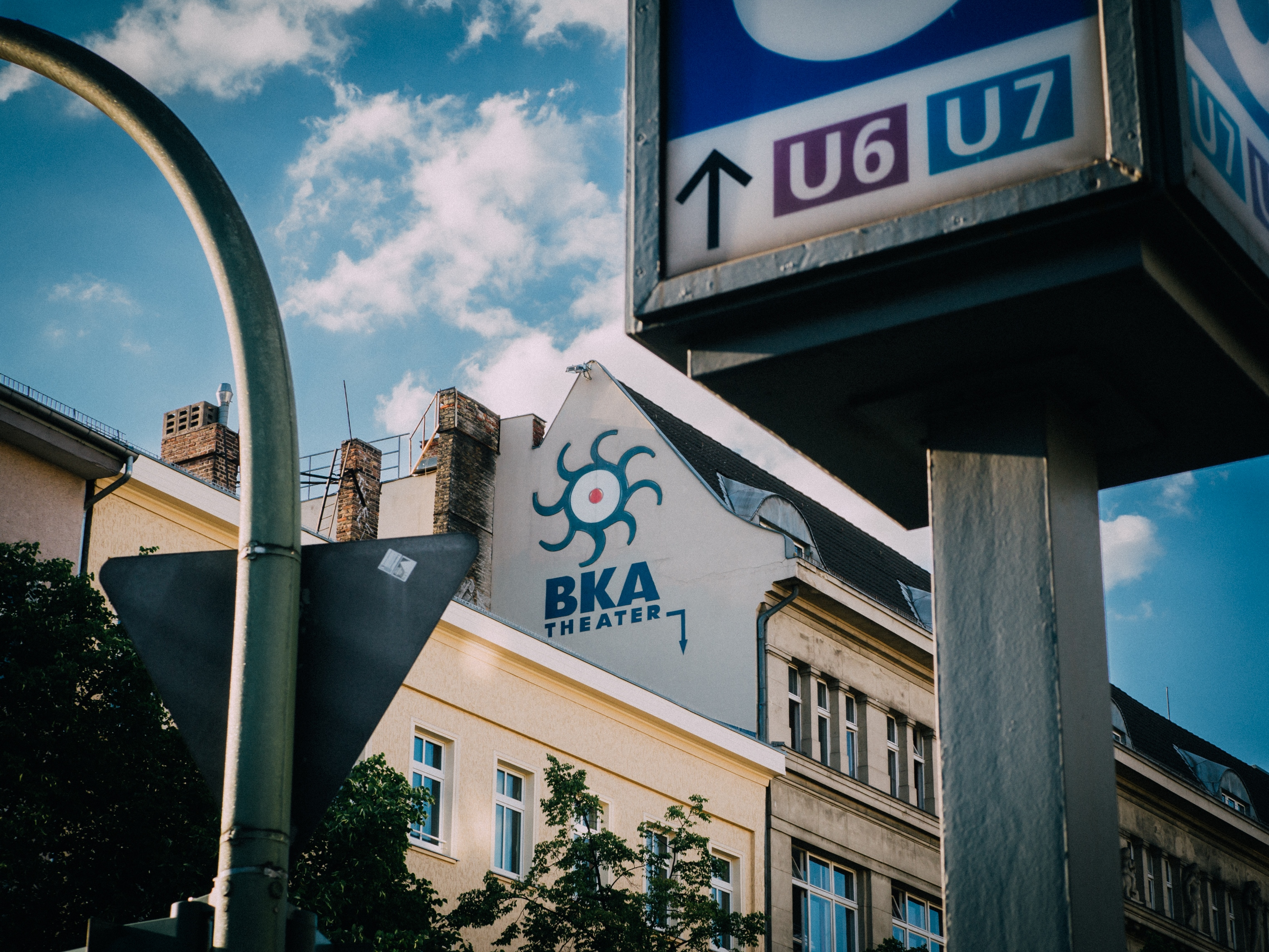
Autre vue de la station où on aperçoit le Berliner Kabarett Anstalt.
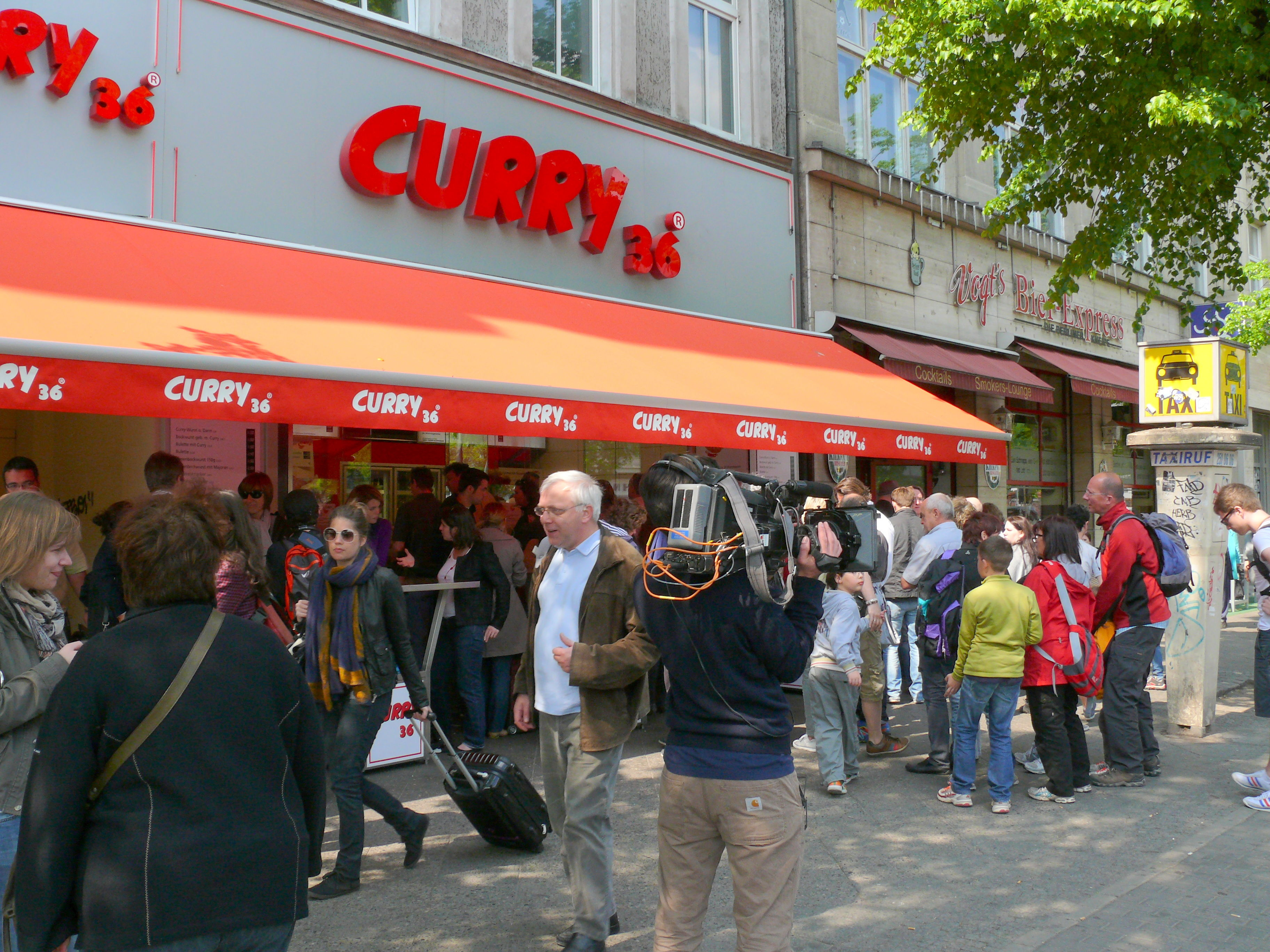
Curry 36.